# Рис ап Теудур
Рис ап Те́удур (валл. Rhys ap Tewdwr; погиб в 1093) — правитель королевства Дехейбарт в юго-западном Уэльсе, принадлежавший к Диневурской ветви потомков Родри Великого. Он был сыном Теудра Великого, сына Каделла, сына Эдвина, сына Грону, сына Эйниона. По другой версии, его отец был сыном Каделла ап Эйниона.

## Биография
Рис ап Теудур взошёл на трон Дехейбарта после гибели своего троюродного брата Риса ап Оуайна в битве с Карадогом ап Грифидом в 1078 году. В 1081 году Карадог вторгся в Дехейбарт, и Рису пришлось искать убежище в соборе св. Давида. Однако позже Рис вступил в союз с Грифидом ап Кинаном, стремившимся вернуть себе гвинедский трон, и в битве при Минид-Карн в том же году они нанесли поражение Карадогу и его союзникам Трахайарну ап Карадогу и Мейлиру ап Риваллону. Карадог, Трахайарн и Мейлир погибли. В том же году Вильгельм Завоеватель посетил Дехейбарт, якобы с целью паломничества в Сент-Дейвидс, хотя, вероятно, реальной целью было заключение договора с Рисом, согласно которому тот в обмен на признание своей власти в Дехейбарте принёс Вильгельму оммаж.
В 1088 году Кадуган ап Бледин, правитель Поуиса, напал на Дехейбарт и вынудил Риса бежать в Ирландию. Однако в том же году Рис вернулся с ирландским флотом и победил армию Поуиса в битве, где погибли два брата Кадугана — Мадог и Ририд.
В 1091 году поднялся мятеж с целью посадить на трон Грифида, сына Маредида ап Оуайна, однако Рис победил восставших в битве при Сент-Догмайлс, убив самого Грифида.
Рис боролся с нарастающим давлением норманнов до 1093 года, когда он был убит ими возле Брекона в битве.
В том же году, согласно Гвентианской Хронике, его бастард, Кинан, утонул в озере Кремлин. Также упоминается этой же Хроникой, обезглавливание его сына Горону, однако за 1101 году упоминается там же, что Горону сын Риса сына Теудура, умер в Лондоне, в королевской темнице.
Женой Риса была Гвладис верх Риваллон из дома Матравала, правящей династии Поуиса. От неё у Риса родилось два сына: Грифид и Хивел — а также дочь Нест. Грифид получил в наследство часть Дехейбарта, но после смерти Риса норманны захватили большую часть королевства, оставив Грифиду лишь небольшое владение.
Дочь Риса Нест была необыкновенно красива. Она была замужем за Геральдом Пембрукским. Иногда её называют «валлийской Еленой», так как её похищение Оуайном ап Кадуганом из замка в Кенарт-Бихан (вероятно, замок Килгерран) привело к настоящей гражданской войне.